# Briesławka
Briesławka (ros. Бреславка) – wieś (sieło) w Rosji, w obwodzie lipieckim, w rejonie usmańskim. W 2010 liczyła 485 mieszkańców.